# Thuyết động học chất khí

Chuyển động của các hạt khí lý tưởng

Thuyết động học mô tả một chất khí là tập hợp của một số lượng lớn các hạt siêu vi (nguyên tử hoặc phân tử), các hạt này đều chuyển động nhanh không ngừng và có sự ngẫu nhiên trong những lần chúng va chạm với nhau và với tường của vật chứa.

## Khí lý tưởng
Khí lý tưởng là khí mà các phân tử là những chất điểm, chuyển động hỗn loạn không ngừng và chỉ tương tác với nhau khi va chạm. Từ khí lý tưởng, ta có thể suy ra gần đúng tính chất của các khí thực được gọi là khí lý tưởng:

Thuyết động học của chất khí

- Chất khí gồm các phân tử có kích thước rất nhỏ so với khoảng cách giữa chúng
- Những phân từ này có cùng khối lượng.
- Các phân tử chuyển động hỗn loạn, không ngừng..
- Các phân tử chuyển động nhanh, va chạm đàn hồi lẫn nhau và với thành bình, tạo áp suất lên thành bình.
- Động năng trung bình của các phân tử khí chỉ phụ thuộc vào nhiệt độ của hệ.
- Nhiệt độ của chất khí càng cao thì chúng chuyển động càng nhanh

## Phương trình trạng thái khí lý tưởng
Thực nghiệm cho thấy, nếu ta chứa 1 mol của nhiều chất khí trong bình cùng thể tích, nhiệt độ thì áp suất đo được gần như tương đương. Mật độ của các phân tử khí càng nhỏ thì sự chênh lệch áp suất đo được càng nhỏ. Khi mật độ các phân tử đủ nhỏ, mọi chất khí tuân theo Phương trình trạng thái khí lý tưởng.
{\displaystyle pV=nRT}
trong đó:
p là áp suất (tính bằng páscal)
n là số mol khí (tính bằng kmol)
V là thể tích (tính bằng m3)
T là nhiệt độ (tính bằng K)
R là hằng số khí, R = 8.31 J/kmol.K
Sử dụng phương trình này, ta có thể suy ra nhiều tính chất của khí thực một cách đơn giản.

## Tính chất

### Áp suất và động năng
Theo thuyết động học, áp suất được tạo ra từ lực các hạt tác động lên thành bình.. Xét một khối khí của N hạt, khối lượng m, chứa trong một bình lập phương thể tích V = L3. Khi một phân tử khí va chạm vuông góc với thành bình theo trục x và nảy lại với cùng tốc độ (va chạm đàn hồi), thì động lượng thành bình nhận được là:
```
   

  

    

      

        
Δ

        
p

        
=

        

          
p

          

            
i

            
,

            
x

          

        

        
−

        

          
p

          

            
f

            
,

            
x

          

        

        
=

        

          
p

          

            
i

            
,

            
x

          

        

        
−

        
(

        
−

        

          
p

          

            
i

            
,

            
x

          

        

        
)

        
=

        
2

        

          
p

          

            
i

            
,

            
x

          

        

        
=

        
2

        
m

        

          
v

          

            
x

          

        

        

      

    

    
{\displaystyle \Delta p=p_{i,x}-p_{f,x}=p_{i,x}-(-p_{i,x})=2p_{i,x}=2mv_{x}\,}

  

```

Chất điểm tác động vào một phía xác định của thành bình sau mỗi khoảng thời gian là:
```

  

    

      

        
Δ

        
t

        
=

        

          

            

              
2

              
L

            

            

              
v

              

                
x

              

            

          

        

      

    

    
{\displaystyle \Delta t={\frac {2L}{v_{x}}}}

  

```

(trong đó L là khoảng cách giữa hai phía của thành bình).
Lực do chất điểm tạo ra:
```

  

    

      

        
F

        
=

        

          

            

              
Δ

              
p

            

            

              
Δ

              
t

            

          

        

        
=

        

          

            

              
m

              

                
v

                

                  
x

                

                

                  
2

                

              

            

            
L

          

        

        
.

      

    

    
{\displaystyle F={\frac {\Delta p}{\Delta t}}={\frac {mv_{x}^{2}}{L}}.}

  

```

Tổng lực tác dụng vào thành bình:
```

  

    

      

        
F

        
=

        

          

            

              
N

              
m

              

                

                  

                    
v

                    

                      
x

                    

                    

                      
2

                    

                  

                  
¯

                

              

            

            
L

          

        

      

    

    
{\displaystyle F={\frac {Nm{\overline {v_{x}^{2}}}}{L}}}

  

```

Vì chất điểm chuyển động theo hướng ngẫu nhiên nên nếu ta chia vector vận tốc của mọi chất điểm theo 3 hướng vuông góc, thì vận tốc trung bình trên mọi hướng phải bằng nhau.
{\displaystyle {\overline {v_{x}^{2}}}={\overline {v^{2}}}/3.}
Công thức lực có thể viết lại thành:
```

  

    

      

        
F

        
=

        

          

            

              
N

              
m

              

                

                  

                    
v

                    

                      
2

                    

                  

                  
¯

                

              

            

            

              
3

              
L

            

          

        

        
.

      

    

    
{\displaystyle F={\frac {Nm{\overline {v^{2}}}}{3L}}.}

  

```

Lực này tác động lên một diện tích L2. Vì thế áp suất chất khí là:
```

  

    

      

        
P

        
=

        

          

            
F

            

              
L

              

                
2

              

            

          

        

        
=

        

          

            

              
N

              
m

              

                

                  

                    
v

                    

                      
2

                    

                  

                  
¯

                

              

            

            

              
3

              
V

            

          

        

      

    

    
{\displaystyle P={\frac {F}{L^{2}}}={\frac {Nm{\overline {v^{2}}}}{3V}}}

  

```

### Nhiệt độ và động năng
Từ Phương trình khí lý tưởng:
{\displaystyle \displaystyle PV=Nk_{B}T}
Trong đó {\displaystyle k_{B}} là hằng số Boltzmann, và T là nhiệt độ tuyệt đối
Từ công thức {\displaystyle P={Nm{\overline {v^{2}}} \over 3V}}  ta có  {\displaystyle PV={Nm{\overline {v^{2}}} \over 3}}
Từ đó  {\displaystyle Nk_{B}T={Nm{\overline {v^{2}}} \over 3}}
Thì nhiệt độ T có dạng:

{\displaystyle \displaystyle T={m{\overline {v^{2}}} \over 3k_{B}}}

Ta suy ra công thức động năng của một phân từ:  
{\displaystyle \displaystyle {\frac {1}{2}}m{\overline {v^{2}}}={\frac {3}{2}}k_{B}T.}
Động năng của hệ gấp N lần động năng của một phân từ {\displaystyle K={\frac {1}{2}}Nm{\overline {v^{2}}}}
Nhiệt độ trở thành:  
{\displaystyle \displaystyle T={\frac {2}{3}}{\frac {K}{Nk_{B}}}.}
Công thức trên là một kết luận quan trọng của thuyết động học: Động năng trong bình của phân tử tỉ lệ với nhiệt độ tuyệt đối

## Quãng đường di chuyển trung bình
Một tham số hữu dụng dùng để mô tả chuyển động ngẫu nhiên của các phân tử là "Quãng đường di chuyển trung bình":
```
   

  

    

      

        
λ

        
=

        

          

            
1

            

              

                

                  
2

                

              

              
π

              

                
d

                

                  
2

                

              

              
N

              

                
/

              

              
V

            

          

        

      

    

    
{\displaystyle \lambda ={\frac {1}{{\sqrt {2}}\pi d^{2}N/V}}}

  

```

Trong đó, λ là khoảng cách trung bình mà phân tử đi được giữa các va chạm. Nó tỉ lệ nghịch với N/V, số lượng phân tử trên một đơn vị thể tích. N/V càng lớn thì xảy ra càng nhiều va chạm, đồng thời Quãng đường di chuyển trung bình của các phân tử cũng ngắn lại.
λ cũng tỉ lệ nghịch với kích thước của phân tử qua đường kính d. Kích thước phân tử càng lớn, quãng đường di chuyển càng ngắn.

## Lịch sử
Năm 1738, Daniel Bernoulli xuất bản Hydrodynamica, đặt nền móng cho Thuyết động học chất khí. Bernoulli thừa nhận lý thuyết vẫn còn được dùng đến ngày nay là chất khí bao gồm rất nhiều các phân tử chuyển động liên tục theo mọi hướng, lực tác động của chúng lên bề mặt tạo nên áp suất, và nhiệt chính là động năng của chuyển động đó. Lý thuyết này đã không được chấp nhận ngay tại thời điểm đó, vì vẫn chưa có Định luật bảo toàn năng lượng, và các nhà khoa học vẫn chưa thể khẳng định sự va chạm giữa các phân tử với thành bình là chuyển động đàn hồi.
Những người tiên phong khác của Thuyết động học Chất khí là Mikhail Lomonosov (1747), Georges-Louis Le Sage (1818), John Herapath (1816) and John James Waterston (1843). Năm 1856 August Krönig, chế tạo một mô hình động học chất khí đơn giản, nhưng chỉ được coi là chuyển động tịnh tiến của chất điểm.
Năm 1857, Rudolf Clausius, độc lập với Krönig, phát triển một mô hình tương tự, nhưng phức tạp hơn rất nhiều. Năm 1859, sau khi đọc tài liệu của Clausius, James Clerk Maxwell xây dựng công thức Maxwell về thống kê vận tốc phân tử. Đây chính là lý thuyết thống kê đầu tiên của Vật Lý. Năm 1871, Ludwig Boltzmann tống quát hóa công trình của Maxwell và tạo nên phân bố Maxwell–Boltzmann.
Tuy nhiên, vào đầu thế kỷ XX, nhiều nhà khoa học cho rằng Nguyên tử không phải là thực thể mà chỉ được xây dựng hoàn toàn trên lý thuyết.